# 1957 a sportban
1957 főbb sporteseményei a következők voltak:
- Az argentin Juan Manuel Fangio megszerzi ötödik Formula–1-es világbajnoki címét.
- február 16. – Egyiptom labdarúgó válogatottja győz a Szudánban rendezett Afrikai Nemzetek Kupáján. Ez Egyiptom első tornagyőzelme.
- március 5. – április 27. – sakkvilágbajnoki döntő Moszkvában Mihail Botvinnik és Vaszilij Szmiszlov között, amelyen Szmiszlov elhódítja a világbajnoki címet.
- május 30. – A Real Madrid labdarúgóklub megnyeri Madridban a Santiago Bernabéu stadionban a Bajnokok Ligáját, ezzel megvédi címét.
- szeptember 2–21. között rendezik Emmenben (Hollandia) az első női sakkolimpiát, amelyet a Szovjetunió csapata nyer meg.

## Születések
- január 1. – Ramaz Sengelija, U21-es Európa-bajnok szovjet-grúz labdarúgó († 2012)
- január 3. – William Miller, amerikai kanadaifutballista († 2019)
- január 4. – Joël Bats, Európa-bajnok francia labdarúgó, kapus, edző
- január 11. – Bryan Robson, angol válogatott labdarúgó, edző
- január 22.
  - Mike Bossy, Stanley-kupa-győztes kanadai válogatott jégkorongozó, Hockey Hall of Fame-tag († 2022)
  - Žoržs Tikmers, olimpiai ezüstérmes szovjet-lett evezős
- január 31. – Ronald Åhman, svéd válogatott labdarúgó
- február 9. – Gordon Strachan, skót válogatott labdarúgó, edző
- március 9. – Lourdes Gourries, olimpiai bajnok kubai baseballjátékos
- március 11. – Jelena Ahmilovszkaja, szovjet−amerikai sakkozónő, női nagymester (WGM), csapatban kétszeres sakkolimpiai bajnok (1978, 1986) († 2012)
- március 20. – Jean Castaneda, francia válogatott labdarúgó, kapus, edzőű
- április 6. – Frederico Rosa, portugál válogatott labdarúgó, hátvéd († 2019)
- április 11. – Andrej Vlagyiszlavovics Szmirnov, világ- és Európa-bajnoki ezüstérmes, olimpiai bronzérmes szovjet–orosz úszó(† 2019)
- április 16. – Radamel García, kolumbiai válogatott labdarúgó, hátvéd, olimpikon († 2019)
- április 25. – Eric Bristow, ötszörös BDO-világbajnok angol dartsjátékos
- április 30. – Jack Chamangwana, malawi válogatott labdarúgó, hátvéd, edző († 2018)
- május 23. – Marinho, brazil válogatott labdarúgó, csatár, edző, olimpikon († 2020)
- május 25. – Artūrs Garonskis, olimpiai ezüstérmes szovjet-lett evezős
- május 27. – Duncan Goodhew, olimpiai bajnok brit úszó
- június 1. – Viktor Nyikolajevics Tyumenyev, olimpiai és világbajnok szovjet válogatott orosz jégkorongozó († 2018)
- június 7.
  - Petr Němec, olimpiai bajnok csehszlovák válogatott cseh labdarúgó, edző
  - Paulo Vitor, brazil válogatott labdarúgókapus
- június 13. – Rinat Fajzrahmanovics Daszajev, szovjet labdarúgó
- június 18. – Varga János, labdarúgó, edző
- június 28. – Mike Skinner, NASCAR Truck Series-bajnok amerikai autóversenyző
- június 29. – Peter Schiller, német válogatott jégkorongozó, olimpikon († 2020)
- június 30. – Bruce Hamilton, kanadai profi jégkorongozó, játékos megfigyelő és csapat tulajdonos
- július 12.
  - Csuhay József, labdarúgó
  - Dave Semenko, Stanley-kupa-győztes kanadai jégkorongozó, edző († 2017)
- július 13. – Thierry Boutsen, belga autóversenyző
- július 16. – Adam Robak, világbajnok, olimpiai bronzérmes lengyel tőrvívó
- július 17. – Fabio Dal Zotto, olimpiai bajnok olasz vívó
- július 29. – Nelli Vlagyimirovna Kim, olimpiai, világ- és Európa-bajnok szovjet tornásznő
- augusztus 1. – Milton Cruz, olimpiai ezüstérmes brazil válogatott labdarúgó
- augusztus 15. – Gabriela Trușcă, olimpiai ezüstérmes román szertornász, edző, nemzetközi tornabíró
- augusztus 19. – Rudolf Bommer, olimpiai bronzérmes nyugatnémet válogatott német labdarúgó, középpályás, edző
- augusztus 28. – Manuel Preciado Rebolledo, spanyol labdarúgó († 2012)
- szeptember 11. – Plamen Markov, bolgár válogatott labdarúgó, edző
- október 3. – Adolfo Horta, háromszoros amatőr világbajnok és olimpiai ezüstérmes kubai ökölvívó († 2016)
- október 27.
  - Glenn Hoddle, angol válogatott labdarúgó, edző
  - Szalma László, kétszeres fedett pályás atlétikai Európa-bajnok magyar távolugró
- november 8. – Anca Grigoraș, olimpiai és világbajnoki ezüstérmes, Európa-bajnoki bronzérmes román szertornász, edző, nemzetközi tornabíró
- november 12. – Zsiborás Gábor, magyar válogatott labdarúgó († 1993)
- november 13. – Siska Xénia, fedett pályás világjátékokon győztes magyar gátfutó, olimpikon
- november 16. – Ingemar Erlandsson, svéd válogatott labdarúgó
- december 4. – Lee Smith, amerikai baseballjátékos, National Baseball Hall of Fame and Museum tag
- december 9. – Stefan Burkart, svéd atléta és bobozó, olimpikon († 2020)
- december 22. – Randy Romero, amerikai lovas zsoké, National Museum of Racing and Hall of Fame-tag († 2019)
- december 25. – Guy Vandersmissen, belga válogatott labdarúgó, középpályás, edző
- december 31. – Fabrizio Meoni, olasz motorversenyző († 2005)

## Halálozások
- január 6. – Ed Abbaticchio, World Series bajnok amerikai baseballjátékos (* 1877)
- január 18. – Povl Mark, olimpiai ezüstérmes dán tornász (* 1889)
- február 3. – Ale Riipinen, olimpiai bronzérmes finn tornász (* 1883)
- február 22. – Viktor Smeds, olimpiai bronzérmes finn tornász, 1930 és 1952 között a Birkózó Világszövetség elnöke (* 1885)
- március 29. – Edmond Crahay, olimpiai bronzérmes belga vívó (* 1883)
- április 7. – Jim Scott, World Series bajnok amerikai baseballjátékos (* 1888)
- április 15. – Jack Coombs, World Series bajnok amerikai baseballjátékos (* 1882)
- április 22.
  - Joe Benz, World Series bajnok amerikai basbelljátékos (* 1886)
  - Alfredo Gollini, olimpiai bajnok olasz tornász (* 1881)
- április 28. – Hirzer Ferenc, magyar válogatott labdarúgó, csatár, olimpikon (* 1902)
- május 11. – Harry Linacre, angol válogatott labdarúgókapus (* 1880)
- május 13. – Hans Pedersen, olimpiai ezüstérmes dán tornász (* 1878)
- május 24. – Rasmus Pettersen, olimpiai bajnok norvég tornász (* 1877)
- május 30. – Piero Carini, olasz autóversenyző, Formula–1-es pilóta (* 1921)
- június 13. – Irving Baxter, olimpiai bajnok amerikai atléta (* 1876)
- július 3. – Dolf Luque, World Series bajnok kubai baseballjátékos (* 1890)
- augusztus 18. – Nils Silfverskiöld, olimpiai bajnok svéd tornász (* 1888)
- október 2. – Luigi Ganna, Giro d’Italia győztes olasz országútikerékpár-versenyző (*1883)
- október 11. – Rády József, olimpiai bajnok vívó (* 1884)
- október 15. – Neal Ball, World Series bajnok amerikai baseballjátékos (* 1881)
- október 26. – Bartha József, magyar nemzetiségű román válogatott labdarúgó, hátvéd (* 1902)
- október 27. – Marcel Berré, olimpiai ezüstérmes belga vívó (* 1882)
- november 10. – Colin Carruthers, kanadai-brit olimpiai bronzérmes jégkorongozó (* 1890)
- november 13. – Wilhelmus Bekkers, olimpiai ezüstérmes holland kötélhúzó (* 1890)
- november 16. – Palotás József, olimpiai bronzérmes birkózó (* 1911)
- december 6. – Giovanni Mangiante, olimpiai bajnok olasz tornász (* 1893)
- december 25. – Yngvar Fredriksen, olimpiai bajnok norvég tornász (* 1887)
- december 30. – Gaston Aumoitte, kétszeres olimpiai bajnok francia croquetjátékos (* 1884)